# بیوه سیاه مدیترانه
بیوه سیاه مدیترانه یا بیوه سیاه اروپایی (نام علمی: Latrodectus tredecimguttatus) نام یک گونه از تیره عنکبوت‌های پاشانه‌ای است.
تا سال ۱۹۸۳ این عنکبوت را از تیره بیوه سیاه جنوبی می‌دانستند.
طول جنس ماده به ۸ میلی‌متر و جنس نر به ۴٫۷ میلی‌متر می‌رسد.